# Oksana - Flic en uniforme
 (mai 2016).
Si vous disposez d'ouvrages ou d'articles de référence ou si vous connaissez des sites web de qualité traitant du thème abordé ici, merci de compléter l'article en donnant les références utiles à sa vérifiabilité et en les liant à la section « Notes et références ».
 Pour plus de détails, voir Fiche technique et Distribution
Oksana - Flic en uniforme est un film pornographique français d'Alain Payet sorti en DVD en 2005.

## Synopsis
Le film illustre le fonctionnement au quotidien d'un commissariat de banlieue dont le personnel se consacre entièrement à l'épanouissement de sa propre vie sexuelle. À mi chemin entre le film à scénario et le film à sketches, Oksana - Flic en uniforme est commenté en voix off par Oksana d'Harcourt qui introduit chaque scène.

## Scènes pornographiques
La plupart des huit scènes pornographiques sont tournées avec préservatif.
1. Deux inspecteurs se distraient dans leur bureau en tournant les pages d'un calendrier érotique de chez Marc Dorcel. Entre une policière en uniforme (Tiffany Hopkins). Le premier inspecteur (Tony Carrera) sort discrètement tandis que son collègue (Philippe Dean) incite la jeune femme à lui céder sous prétexte d'appuyer sa promotion professionnelle. Elle consent et le premier inspecteur revient participer. (Fellation, Pénétration vaginale, sodomie, double pénétration, éjaculation faciale).
2. Une policière (Oksana d'Harcourt) entre dans le bureau du commissaire (Jérôme Hisbergue),  et le séduit en se livrant à un striptease (Fellation, Pénétration vaginale, éjaculation faciale).
3. Oksana suit Helène (Ellen Saint) dans le vestiaire du commissariat et, sans préambule, commence une scène de lesbianisme.
4. Dans la salle de garde, une prostituée (Liliane Tiger) excite le gardien et finit par lui administrer une fellation au travers de la grille. La seconde prostituée (Liza Del Sierra) s'approche alors pour lui prêter main-forte. Le gardien entre alors dans la cage puis, reconnaissant, libère les prostituées.(Fellation, Pénétration vaginale, sodomie, éjaculation faciale).
5. Un policier (Sebastian Barrio) rejoint une policière (Lana Borghini) dans le vestiaire du commissariat (Fellation, Pénétration vaginale, éjaculation faciale).
6. Les deux inspecteurs entrent dans un bistrot. Tandis que le premier boit un verre et discute avec le patron, le second (Philippe Dean) rejoint sa femme (Lucy Love) dans l'arrière-salle (Fellation, Pénétration vaginale, sodomie, éjaculation faciale).
7. À l'arrière d'une camionnette de service, deux agents (Titof et Philippe Dean) s'amusent avec une policière (Ellen Saint) (Fellation, Pénétration vaginale, sodomie, éjaculation faciale).
8. Trois commandos en cagoules et tenues de camouflage s'entrainent avec Oksana (Fellation, Pénétration vaginale, sodomie, double pénétration, éjaculation faciale).

## Fiche technique
- Titre : Oksana - Flic en uniforme
- Réalisateur : Alain Payet
- Distribution et production : Marc Dorcel
- Musique originale : Marc Dorcel
- Photographie : John Sinn
- Directeur de production er régisseur : Tony Carrera
- Durée : 92 min
- Date de sortie : 2005
- Pays :  France
- Genre : pornographie

## Distribution
- Oksana d'Harcourt : première policière
- Tiffany Hopkins : seconde policière
- Ellen Saint : troisième policière
- Lana Borghini : quatrième policière
- Liliane Tiger : première prostituée
- Liza Del Sierra : seconde prostituée
- Lucy Love : la femme du patron de bistrot
- Tony Carrera : premier inspecteur
- Philippe Dean : second inspecteur
- Sebastian Barrio : un flic en uniforme
- Titof : un flic en uniforme